# Erich-Fried-Preis
Der Erich-Fried-Preis ist ein Literaturpreis, der durch die Internationale Erich Fried Gesellschaft für Sprache und Literatur in Wien verliehen wird.
Gestiftet wird der mit 15.000 Euro dotierte Preis vom Bundeskanzleramt der Republik Österreich, Sektion Kunst. Jedes Jahr wird vom Kuratorium der Erich Fried Gesellschaft ein Juror bestimmt, der wiederum alleinverantwortlich den Preisträger auswählt.
Mit dieser Auszeichnung soll die Erinnerung an den österreichisch-britischen Schriftsteller Erich Fried wachgehalten werden.

## Juroren und Preisträger
| Jahr | Preisträger          | Juror                |
| ---- | -------------------- | -------------------- |
| 1990 | Christoph Hein       | Hans Mayer           |
| 1991 | Bodo Hell            | Ernst Jandl          |
| 1992 | Paul Parin           | Christa Wolf         |
| 1993 | Robert Schindel      | Walter Jens          |
| 1994 | Jörg Steiner         | Adolf Muschg         |
| 1995 | Elke Erb             | Friederike Mayröcker |
| 1996 | Paul Nizon           | György Konrád        |
| 1997 | Gert Jonke           | Ilse Aichinger       |
| 1998 | Bert Papenfuß        | Volker Braun         |
| 1999 | Elfriede Gerstl      | Elfriede Jelinek     |
| 2000 | Klaus Schlesinger    | György Dalos         |
| 2001 | Otto A. Böhmer       | Brigitte Kronauer    |
| 2002 | Oskar Pastior        | Christina Weiss      |
| 2003 | Robert Menasse       | Robert Schindel      |
| 2004 | Brigitte Oleschinski | Wilhelm Genazino     |
| 2005 | Yaak Karsunke        | Christoph Ransmayr   |
| 2006 | Michael Krüger       | Marcel Beyer         |
| 2007 | Peter Waterhouse     | Ilma Rakusa          |
| 2008 | Alois Hotschnig      | Katja Lange-Müller   |
| 2009 | Esther Dischereit    | Josef Winkler        |
| 2010 | Terézia Mora         | Urs Widmer           |
| 2011 | Thomas Stangl        | Barbara Frischmuth   |
| 2012 | Nico Bleutge         | Lutz Seiler          |
| 2013 | Rainer Merkel        | Kathrin Röggla       |
| 2014 | Judith Hermann       | Monika Maron         |
| 2015 | Dorothee Elmiger     | Reto Hänny           |
| 2016 | Leif Randt           | Eva Menasse          |
| 2017 | Teresa Präauer       | Franz Schuh          |
| 2018 | Ralph Dutli          | Beatrice von Matt    |
| 2019 | Steffen Mensching    | Christoph Hein       |
| 2020 | Esther Kinsky        | Maja Haderlap        |
| 2021 | Frank Witzel         | Ingo Schulze         |
| 2022 | Melinda Nadj Abonji  | Klaus Merz           |
| 2023 | Thomas Kunst         | Monika Helfer        |
| 2024 | Urs Allemann         | Ulf Stolterfoht      |